# Хиченс, Роберт (моряк)
Роберт Хиченс (англ. Robert Hichens; 16 сентября 1882 — 23 сентября 1940) — британский моряк. Рулевой на «Титанике», нёсший вахту в ночь с 14 на 15 апреля 1912 года, подчиняясь Уильяму Мёрдоку, когда лайнер столкнулся с айсбергом. При эвакуации был назначен ответственным за шлюпку №6. Поведение Хиченса в шлюпке впоследствии вызвало осуждение общественности. В годы Первой мировой войны Хиченс служил в Королевском Морском запасе. В конце 1931 года потерял семью, работу, стал пьянствовать. С 1933 по 1937 годы находился в заключении за покушение на убийство. Скончался 23 сентября 1940 года на борту грузового судна «Инглиш Трейдер». Похоронен в шотландском Абердине.

## Ранние годы
Роберт Хиченс родился 16 сентября 1882 года в Ньюлине, в 50 км от Труро — центра графства Корнуолл. Отец — Филипп Хиченс — занимался ловлей морской рыбы, мать — Ребека Хиченс (в девичестве Вуд). Роберт был первым ребёнком в семье. Позже родились младшие братья Уильям, Ричард, Фредерик, Сидни, Джеймс и сёстры Анджелина, Джульетта, Элизабет (всего 8).
В 1906 году Роберт Хиченс женился на Флоренс Мортимор. С 1906 по 1912 год служил рулевым на многих судах, в частности, на почтовых кораблях, совершающих рейсы в Британскую Индию, Швецию, Россию и Румынию.

## На борту «Титаника»

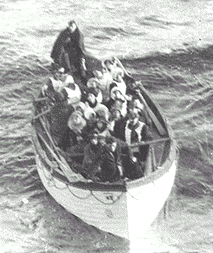
Спасательная шлюпка № 6

Одним из рулевых на «Титаник» Хиченс был взят 6 апреля 1912 года, т.е. за 4 дня до выхода лайнера в первое и последнее плавание. Для Хиченса это был первый рейс в северной Атлантике. 10 апреля «Титаник» отправился из Саутгемптона в Нью-Йорк. В 18:00 14 апреля Хиченс заступил на вахту у штурвала. Ему было приказано держать прежний курс 289°.
Спустя пять с половиной часов из марсовой площадки раздались три удара колокола, что означает препятствие прямо по курсу. Вперёдсмотрящий Фредерик Флит сообщил об айсберге по телефону шестому офицеру Джеймсу Муди, тот доложил первому помощнику капитана Уильяму Мёрдоку. Мёрдок тут же скомандовал Хиченсу Лево на борт. Хиченс налег всем своим весом на рукоятку штурвального колеса и стал быстро вращать его против часовой стрелки. Чуть позже, чтобы корма не задела айсберг, Мёрдок скомандовал «Право на борт». Когда стало ясно, что «Титаник» задел айсберг и получил серьёзные повреждения, второй помощник Чарльз Лайтоллер приказал Хиченсу командовать шлюпкой №6.
Шлюпка под командованием Роберта Хиченса была спущена в 1:10 с 28 занятыми местами (из 65). В этой шлюпке спаслись вперёдсмотрящий Фредерик Флит, первым увидевший айсберг, и Маргарет Браун, известная в то время светская львица. Критичное положение «Титаника», начало эвакуации, командование одной из шлюпок, по-видимому, очень напугали Хиченса. Пытаясь не выдавать свой страх, сразу после спуска шлюпки на воду он начал запугивать пассажиров. Хиченс говорил, что гигантский водоворот затянет всех под воду, что все погибнут под градом обломков после взрыва котлов корабля. Всё это время Хиченс сидел на румпеле и периодически покрикивал на женщин, налегавших на вёсла. Между Робертом Хиченсом и Маргарет Браун произошла словесная перепалка, в ходе которой Хиченс оскорбил Браун, после чего за неё вынужден был вступиться один из мужчин.
Молли Браун рассказала, что, когда судно затонуло и ни одно из предсказаний Хиченса не сбылось, его попросили вернуться и помочь тонущим. Но он вновь заговорил об осторожности и о том, как обезумевшие люди повиснут на бортах шлюпки и перевернут её. Ни к одному настойчивому требованию он не счел нужным прислушаться, поэтому шлюпка продолжала двигаться туда, где на горизонте мерцал какой-то огонек. Хиченс вновь принялся твердить об ужасах, которые их ожидают, о том, что их долго ещё будет носить по океану. При этом он указывал на белеющие вдали пирамиды айсбергов. Он без устали говорил об отсутствии в шлюпке питьевой воды, хлеба, компаса и карты. Впоследствии Хиченсу также приписывали уничижительные слова в адрес оставшихся в воде ещё живых пассажиров — «покойники» (англ. "stiffs"). Хотя, по мнению исследователей, данную фразу произнес стюард из шлюпки №11, она преследовала Хиченса до конца жизни, и так же, как и его недостойное поведение, неоднократно воспроизводилась в кинематографе.
24 апреля, как и все выжившие члены экипажа «Титаника», Хиченс давал показания следственному подкомитету Сената США, занимавшемуся расследованием гибели «Титаника». На допросе он ни слова не сказал о конфликтах с пассажирами вверенной ему шлюпки. 4 мая после завершения расследования в США Роберт Хиченс на пароходе «Кельтик» вернулся в Ливерпуль. 7 мая ему пришлось снова давать показания теперь перед британской комиссией.

## После трагедии
Во время Первой мировой войны Хиченс служил в Королевском Морском запасе и трудовом корпусе. На службе он хорошо себя зарекомендовал. В 1919 Хиченс служил третьим офицером на маленьком судне «Мэгпай».
К концу 1920-х Хиченс с семьёй переехал в Торки, графство Девон (где жила свояченица Хиченса, Беатрис). Там он занимался сдачей лодок напрокат, и для развития подобного бизнеса в 1930 купил у знакомого моторное судно «Queen Mary». Однако из-за неудачного сезона ему не удалось полностью заплатить за него, поэтому в 1931 лодку пришлось вернуть.
В конце 1931 года от Хиченса ушла жена, забрав двоих детей. Сам Хиченс переехал в Саутгемптон. В течение следующих 12 месяцев Роберт ездил по стране в поисках работы, которые оказались безуспешными. Серьёзные проблемы с поиском работы и уход жены с детьми привели к тому, что Хиченс начал злоупотреблять спиртным, и однажды в состоянии сильнейшего алкогольного опьянения он пытался застрелить Гарри Хенли, недавнего друга, который потребовал вернуть за недоплату судно «Queen Mary». Хиченс произвёл два выстрела, но смог лишь несерьёзно ранить Хенли.
Четыре года, с 1933 по 1937 находился под стражей. Освободившись в 1937, Роберт умер 23 сентября 1940 на борту грузового корабля «Инглиш Трейдер». В течение многих лет считалось, что его похоронили в море, но позже было обнаружено, что тело Роберта Хиченса захоронено на кладбище Абердина.